# Хеттские законы
Хеттские законы — свод законов Хеттского царства, составленный в период с конца XV по вторую половину XIII веков до н. э. Свод состоит из трёх отдельных клинописных текстов на хеттском языке, созданных в разное время, при этом более ранние законы дополнялись более поздними. Глиняные таблички с хеттскими законами были обнаружены в Хуттусском архиве хеттских царей, впервые тексты законов были переведены с хеттского чехословацким лингвистом и востоковедом Бедржихом Грозным.

## Общая характеристика свода законов
Хеттские законы были обнаружены в составе архива хеттских царей, найденного при раскопках на месте бывшей столицы Хеттского царства. Тексты законов были выявлены на множестве обломков глиняных табличек архива, однако две таблички с законами сохранились практически целыми — на каждой из них было записано по 100 параграфов или статей древнехеттских законодательных норм. Хотя прямых указаний на то, что эти две таблички следует считать составными частями единого правового свода, не найдено, большинство исследователей рассматривают их как единую систему правовых норм (так называемый «основной свод») и используют для обеих табличек сквозную нумерацию. На обломках других табличек обнаружены фрагменты текстов законов, которые либо повторяют нормы основного свода, либо содержат изменённые или вообще отсутствующие в основном своде правовые нормы. Один из таких фрагментов содержит сорок один параграф законов и некоторыми исследователями (в частности, И. М. Дьяконовым) считается третьей, самой поздней табличкой хеттских законов.
На самих табличках законов отсутствуют какие либо датировки, поэтому датировать их можно весьма условно. Советский историк-ориенталист И. М. Дьяконов предположительно датировал составление первой таблички законов концом XV — началом XIV вв. до н. э., второй таблички — XIV — началом XIII вв. до н. э., третьей таблички — второй половиной XIII в. до н. э. В законах основного свода часто утверждается, что то или иное преступление «прежде» наказывалось иначе, но «теперь» царь изменил наказание, как правило, на более мягкое, что, по мнению британского хеттолога О. Гарни, свидетельствует о последовательном реформировании хеттского законодательства в соответствии с меняющимися обстоятельствами. По мнению американского хеттолога Г. Хоффнера, законы второй таблички, вероятно, не были сформулированы в период Новохеттского царства, а являются лишь новохеттской редакцией законов, впервые записанных во времена Древнехеттского царства (в пользу этого, в частности, свидетельствует обилие вышеназванных формул «прежде» — «теперь» в тексте законов второй таблички).
В отличие от правовых систем Вавилонии и Ассирии, от которых до нас дошло большое количество частных договоров и судебных протоколов, от хеттской правовой системы не сохранилось (по крайней мере, пока не обнаружено) частных документов, анализ которых позволил бы составить представление о практике применения хеттских законов. Тем не менее, по мнению О. Гарни, анализ текстов законов позволяет сделать вывод, что большая их часть была сформулирована на основании реальных судебных решений (как и более ранние по времени Законы Хаммурапи). Нормы хеттских законов, в большинстве своём, имеют вид гипотетических казусов и соответствующих им формулировок судебных решений (в одной из статей законов даже содержится краткое изложение реального спора, разбиравшегося царским судом), что подтверждает вывод О. Гарни о создании большинства хеттских законов на основании реальных судебных прецедентов.